# Martín Palermo
Pour les articles homonymes, voir Palermo.
Martín Palermo, né le 7 novembre 1973 à La Plata, Argentine, est un footballeur argentin qui a joué au poste d'attaquant, notamment pour le club de Boca Juniors. Il est reconverti en entraîneur.
Après des expériences peu concluantes en Europe dans trois clubs espagnols différents, il retourne jouer en Argentine. Il est surtout connu pour être le joueur ayant inscrit le plus de buts sous le maillot de Boca Juniors (236 buts en 404 matchs)

## Carrière de joueur

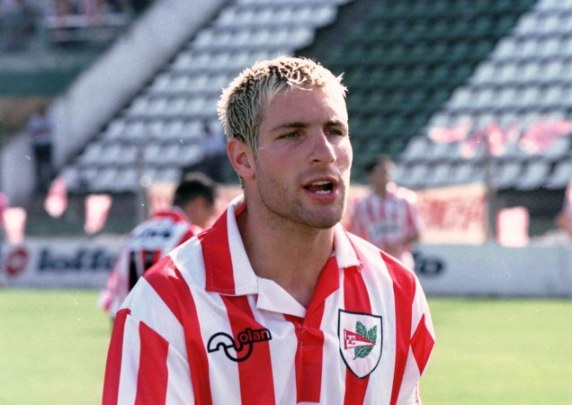
Palermo avec le maillot de l'Estudiantes

### En club
Il dispute son premier match dans le championnat d'Argentine le 5 juillet 1992.
Martín Palermo débute avec le club de Boca Juniors en septembre 1997 à l'occasion d'un match contre Cruzeiro. Il atteint le sommet de sa carrière avec Boca, remportant notamment une victoire en Coupe intercontinentale en 2000 contre le Real Madrid.
Il est cependant longtemps blessé. En novembre 2001, il a la jambe cassée par la chute d’un muret en béton qui cède sous le poids de supporters de Villarreal.
Il est idolâtré par les supporters de Boca Juniors, en raison des nombreux buts qu’il marque (236 buts inscrits), tout particulièrement ceux marqués contre l’équipe rivale de River Plate. Par un de ses nombreux buts, il permet d’éliminer River Plate en Copa Libertadores en 2000, un des buts les plus mémorables de sa carrière. 
Le 25 février 2007, il tire à 55 mètres des buts d'Independiente et marque. 
Le 4 octobre 2009, il bat un nouveau record en inscrivant un but de la tête de 40 mètres face au Vélez Sarsfield.
Le 18 décembre 2010, il annonce qu'il prendrait sa retraite au terme du Torneo Clausura 2011. Il joue son dernier match dans le stade mythique de Boca Juniors, La Bombonera, le dimanche 12 juin 2011 contre Banfield. Il devient, à la fin de sa carrière, le meilleur buteur de l'histoire du club avec 227 buts marqués. À la suite de son dernier match, il reçoit en cadeau d'adieu et de remerciements un des deux buts du terrain.

### En équipe nationale
Palermo a une carrière internationale atypique. Il débute sous le maillot de l'Albiceleste en 1999 mais il est très vite mis de côté notamment en raison d'un match de Copa América. En effet, le 4 juillet, lors de la Copa América 1999, il entre dans le Livre Guinness des records en réussissant la piètre performance de manquer trois penalties au cours d'un même match face à la Colombie, perdu 3-0. Le premier heurte la barre transversale, le deuxième manque le cadre et le troisième est arrêté par le gardien colombien, Miguel Calero. 
Une longue traversée du désert débute alors pour Palermo qui n'entend plus parler de la sélection argentine pendant presque dix ans. On pense alors sa carrière internationale terminée. Cependant, en 2008, le sélectionneur argentin Alfio Basile révèle qu'il envisage de donner une nouvelle chance à Palermo en équipe d'Argentine. Mais le joueur est alors indisponible car blessé.
C'est finalement en 2009 que Palermo retrouve l'Argentine. Le sélectionneur Diego Maradona rappelle le joueur en sélection pour participer aux éliminatoires de la Coupe du monde 2010. Il fait son retour en sélection en entrant en jeu contre le Paraguay, dix ans après sa dernière apparition. Quelques semaines plus tard, il est titulaire contre le Ghana et inscrit les deux buts de la victoire de son équipe. Palermo se révèle même essentiel lorsqu'il inscrit le but de la victoire de son équipe face au Pérou à la 93e minute (2-1), but qui relance totalement l'Argentine dans la course à la qualification pour le Mondial. Maradona décrit même ce but comme « un miracle de plus de Saint Palermo ».
En mai 2010, il fait partie de la liste de 23 joueurs retenus par Maradona pour participer à la Coupe du monde 2010, la première que Palermo est amené à disputer. Le 22 juin 2010, il entre en jeu contre la Grèce et inscrit son premier but en Coupe du monde à la 89e minute après un tir de Lionel Messi repoussé par le gardien. Ce but fait de Palermo le joueur le plus âgé ayant inscrit un but sous le maillot de l'Argentine, record détenu auparavant par Diego Maradona après son but contre… la Grèce lors du Mondial 1994 (21 juin 1994).

## Carrière d'entraîneur

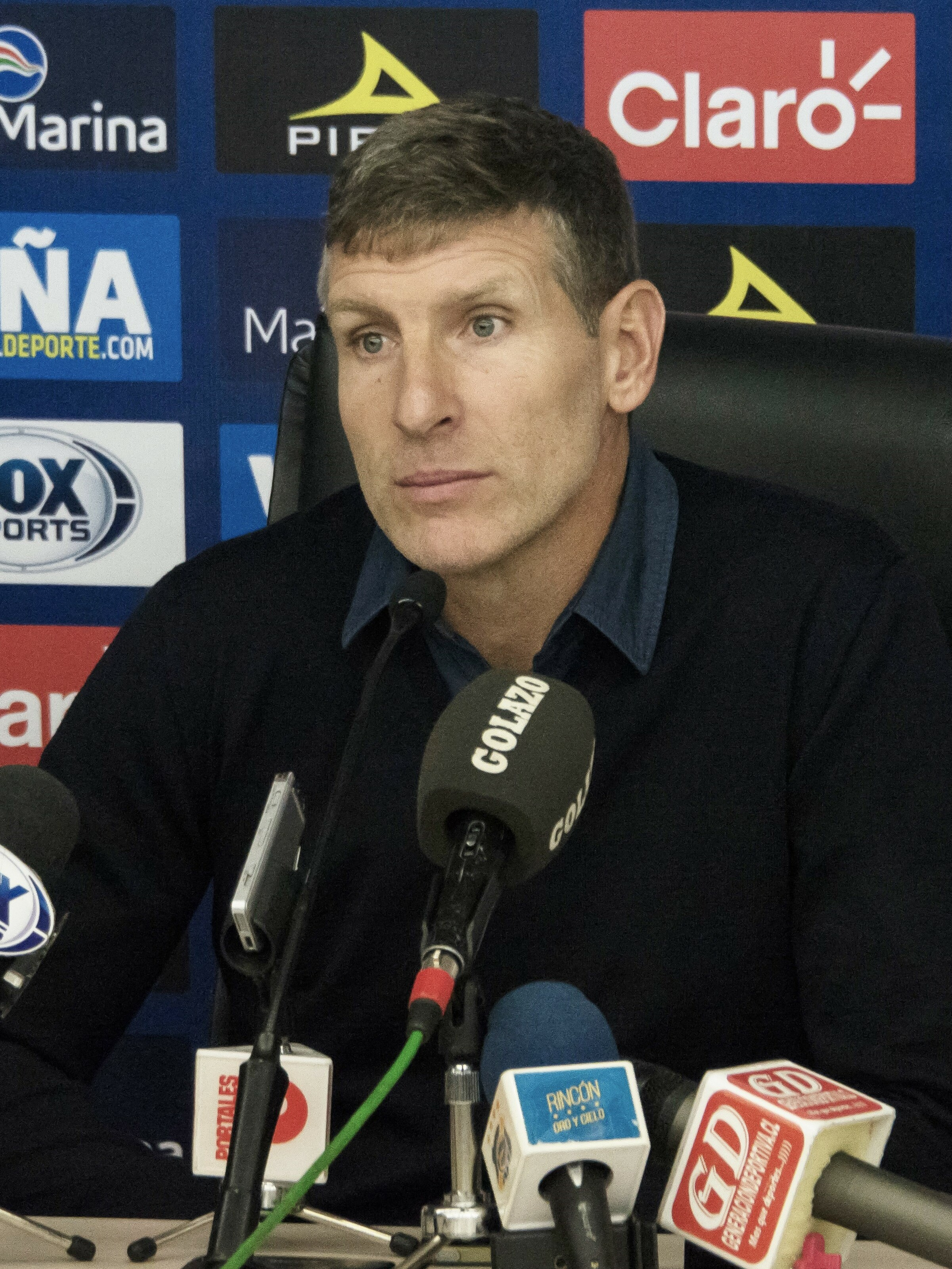
Palermo, entraîneur de l'Unión Española en 2018

En novembre 2012, il est nommé entraineur de Godoy Cruz.

## Palmarès
- Vainqueur de la Copa Libertadores en 2000 et 2007 avec Boca Juniors
- Vainqueur de la Copa Sudamericana en 2004 et 2005 avec Boca Juniors
- Vainqueur de la Recopa Sudamericana en 2006 et 2008 avec Boca Juniors
- Vainqueur de la Coupe intercontinentale en 2000 avec Boca Juniors
- Champion d'Argentine (Apertura) en 1998, 2000, 2005 et 2008 avec Boca Juniors
- Champion d'Argentine (Clausura) en 1999 et 2006 avec Boca Juniors
- Champion d'Argentine de D2 en 1995 avec l'Estudiantes de La Plata

### Buts Internationaux
| Buts en sélection de Martín Palermo | Buts en sélection de Martín Palermo | Buts en sélection de Martín Palermo       | Buts en sélection de Martín Palermo | Buts en sélection de Martín Palermo | Buts en sélection de Martín Palermo | Buts en sélection de Martín Palermo     |
| #                                   | Date                                | Lieu                                      | Adversaire                          | Score                               | Résultats                           | Compétitions                            |
| ----------------------------------- | ----------------------------------- | ----------------------------------------- | ----------------------------------- | ----------------------------------- | ----------------------------------- | --------------------------------------- |
| 1                                   | 1er juillet 1999                    | Estadio Feliciano Cáceres, Luque          | Équateur                            | 2-0                                 | 3-1                                 | Copa América 1999                       |
| 2                                   | 1er juillet 1999                    | Estadio Feliciano Cáceres, Luque          | Équateur                            | 3-0                                 | 3-1                                 | Copa América 1999                       |
| 3                                   | 7 juillet 1999                      | Estadio Feliciano Cáceres, Luque          | Uruguay                             | 2-0                                 | 2-0                                 | Copa América 1999                       |
| 4                                   | 30 septembre 2009                   | Estadio Mario Alberto Kempes, Córdoba     | Ghana                               | 1-0                                 | 2-0                                 | Match amical                            |
| 5                                   | 30 septembre 2009                   | Estadio Mario Alberto Kempes, Córdoba     | Ghana                               | 2-0                                 | 2-0                                 | Match amical                            |
| 6                                   | 10 octobre 2009                     | El Monumental, Buenos Aires               | Pérou                               | 2-1                                 | 2-1                                 | Éliminatoires de la Coupe du monde 2010 |
| 7                                   | 10 février 2010                     | Estadio José Maria Minella, Mar del Plata | Jamaïque                            | 1-1                                 | 2-1                                 | Match amical                            |
| 8                                   | 5 mai 2010                          | El Coloso del Ruca, Cutral Có             | Haïti                               | 2-0                                 | 4-0                                 | Match amical                            |
| 9                                   | 22 juin 2010                        | Peter Mokaba Stadium, Polokwane           | Grèce                               | 2-0                                 | 2-0                                 | Coupe du monde 2010                     |

### Distinctions personnelles

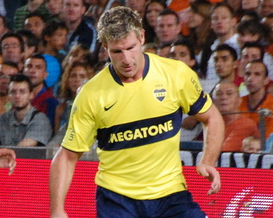
Palermo durant le match du Trophée Joan Gamper 2008

- Élu meilleur joueur sud-américain de l'année en 1998
- Élu meilleur joueur de la Coupe intercontinentale en 2000
- Meilleur buteur du Championnat d'Argentine en 1998 (avec 20 buts en 19 matchs lors du Tournoi d'Ouverture) et en 2007 (avec 11 buts en 16 matchs lors du Tournoi de Clôture)